# Cucina camerunense

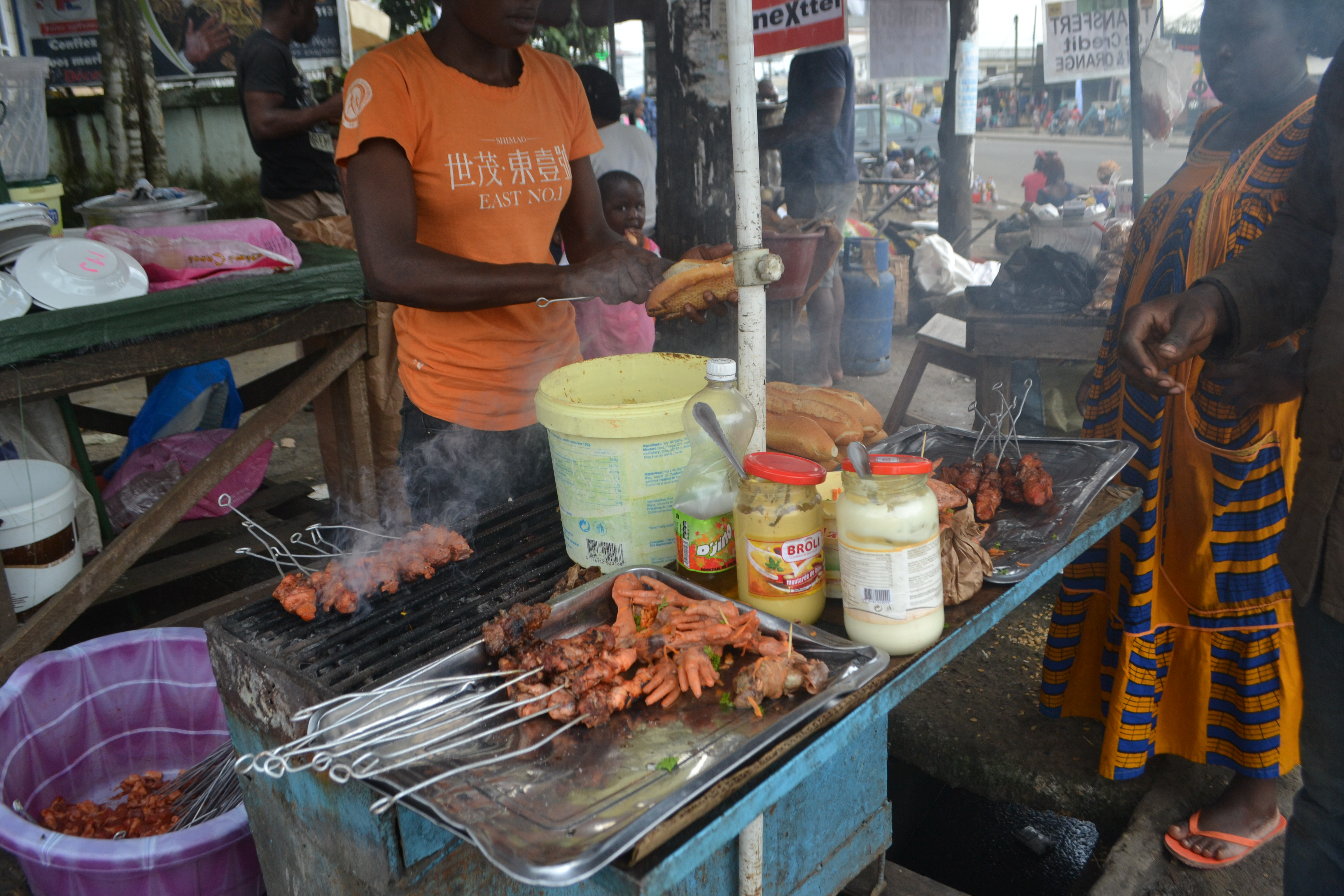
Preparazione degli spiedini (brochette) di pollo

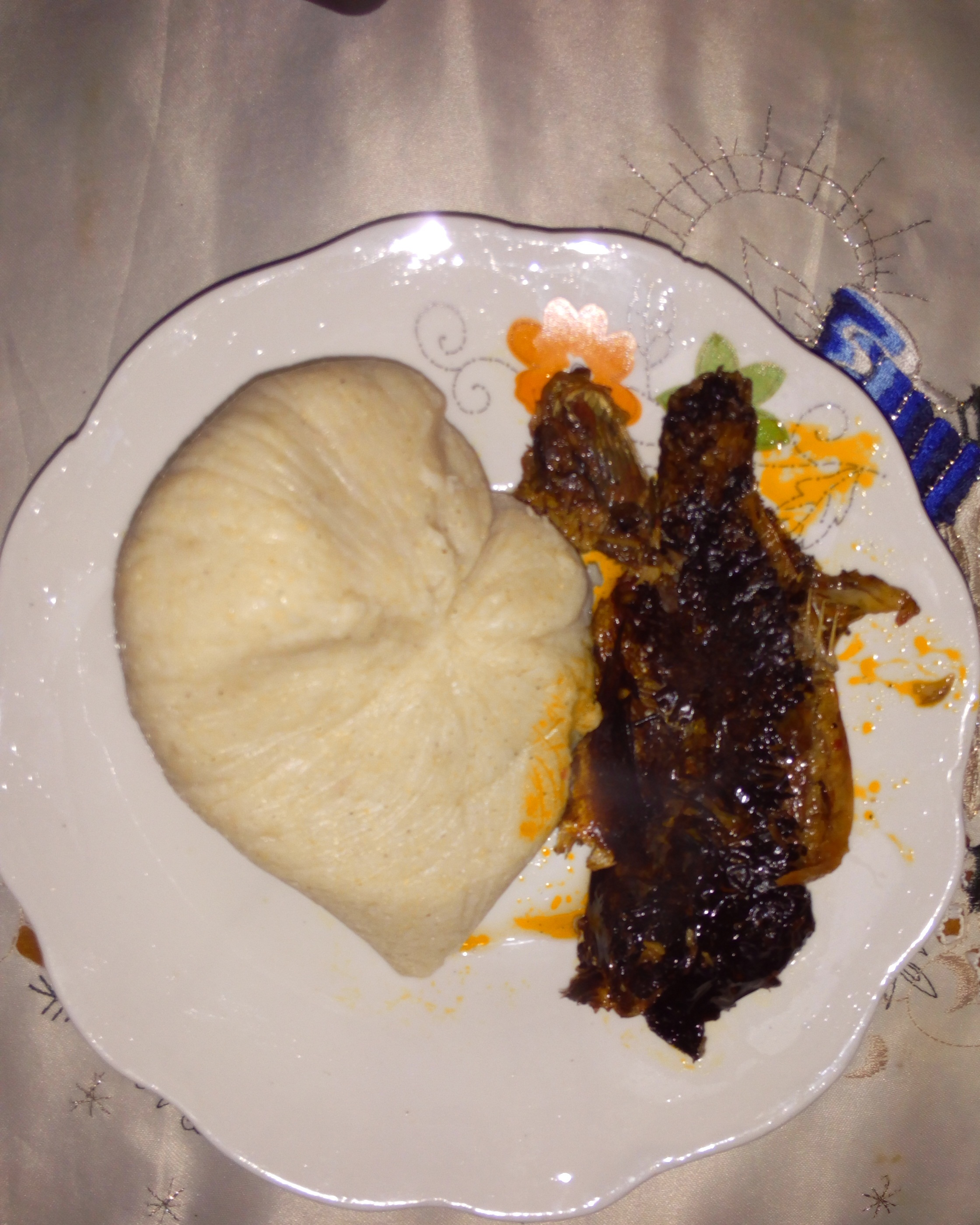
Fufu con pesce

La cucina camerunense comprende le abitudini culinarie del Camerun. Essa è considerata tra le migliori dell'Africa occidentale in quanto il paese dispone di una gran varietà di materie prime dovuta alle enormi differenze geografiche tra le regioni. A sud si trovano alimenti stabili a base di amidi, come patate dolci o manioca, e foglie di platano, che possono essere bollite e unite a un composto commestibile oppure fritte. Nelle regioni settentrionali invece gli alimenti dominanti sono il miglio e il mais. Diffuse sono anche le salse di arachidi e di olio di palma.
Alcune specialità più diffuse tra i camerunensi sono il fufu, un impasto rigido arrotolato a mo' di palline e immerso negli stufati, e il jamma jamma, un piatto di verdure speziate tipicamente servito a pranzo. Solitamente donne e bambini mangiano insieme vicino al fuoco, e in generale si mangia da una ciotola comune servendosi della mano destra. Tuttavia, nelle grandi città le famiglie possono servirsi di posate, e la colazione può comprendere caffè, cocco, tè o pane francese.
Tra le carni più diffuse troviamo l'agouti, un roditore spesso usato negli stufati, le cavallette fritte, pollo e pesce (soprattutto sgombro). In alcuni ristornati delle grandi città come Yaoundé e Douala sono serviti diversi animali esotici come serpenti, pangolini, antilopi, gorilla, scimpanzé o elefanti.
Il cibo di strada è abbastanza diffuso nelle città: tra gli snack più popolari si citano le brochette (o soya), degli spiedini di carne o pesce accompagnati da una salsa di arachidi e spezie, il pesce grigliato tipico del sud, dove viene venduto assieme a platani fritti e manioca, e il koki, una sorta di pudding fatto con fagioli di terra, olio di palma, pepe e la parte interiore tenera delle foglie di cocco. Il tutto viene mescolato e avvolto nella parte esteriore delle foglie di cocco. Le caffetterie vendono le locali ciambelle (beignets), caffè, pane, burro di arachidi e pannocchie di mais arrostite.
Il Camerun dispone di un'ottima varietà di frutta, come arance, uva, limette, banane, ananas e noci di cocco. Tra le bevande più diffuse si citano caffè, tè, vino di palma, bibite e birre locali.